# Christoph Leibfried

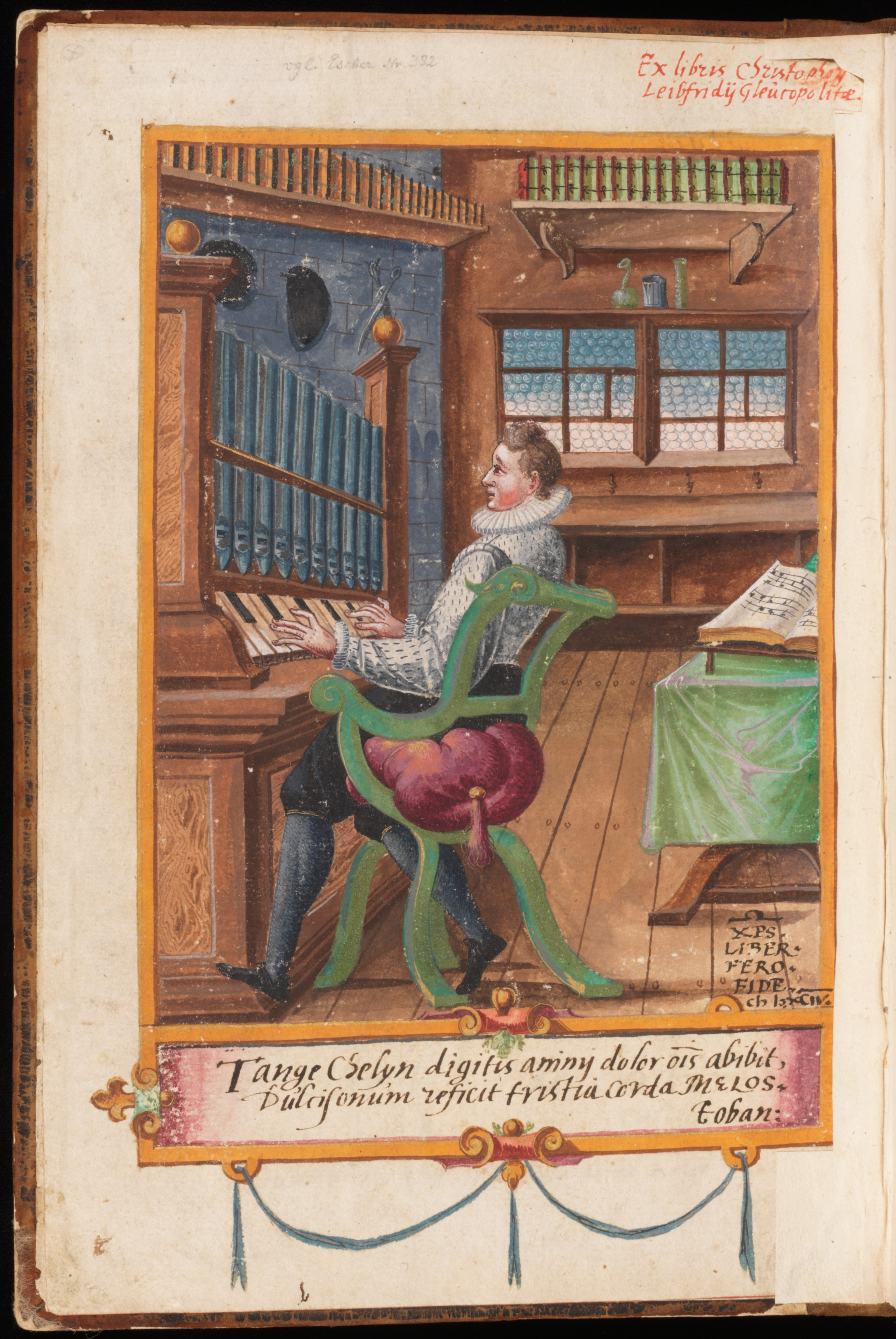
Exlibris des Christoph Leibfried, 1593-1594

Christoph Leibfried (* 27. Februar 1566 in Darmstadt; † 16. Juni 1635 in Basel) war Landschreiber des baden-durlachischen Oberamts Rötteln und Komponist.

## Leben
Leibfried war der Sohn des Christoph Leibfried und der Elisabeth Woltz, die aus Würzburg stammte. Er erhielt seine Ausbildung in Wertheim, Hammelburg und Schleusingen. 1586 verließ er Schleusingen und wandte sich nach Karlstadt, von wo er im Zuge der durch den Fürstbischof des Hochstifts Würzburg, Julius Echter von Mespelbrunn, eingeleiteten Rekatholisierung als Lutheraner fliehen musste. Nach seiner Flucht ging er nach Heilbronn, wo sein Onkel Johann Woltz Organist war.
Ab 1587 studierte Leibfried an der Eberhard Karls Universität Tübingen Rechtswissenschaften. Während seiner Studienzeit in Schleusingen und Tübingen schrieb Leibfried eine Orgel-Tabulatur die 122 Motetten und Lieder enthält. Von 1588 stammen einige seiner kleineren Kompositionen. Zur Hochzeit seines Schwagers (1592) komponierte er ein Gedicht und 1593/94 schrieb er einige Orgelstücke und für die Orgel bearbeitete Motetten. Während seines bis 1597 dauernden Aufenthalts in Tübingen baute Leibfried auch seine umfangreiche Bibliothek auf.

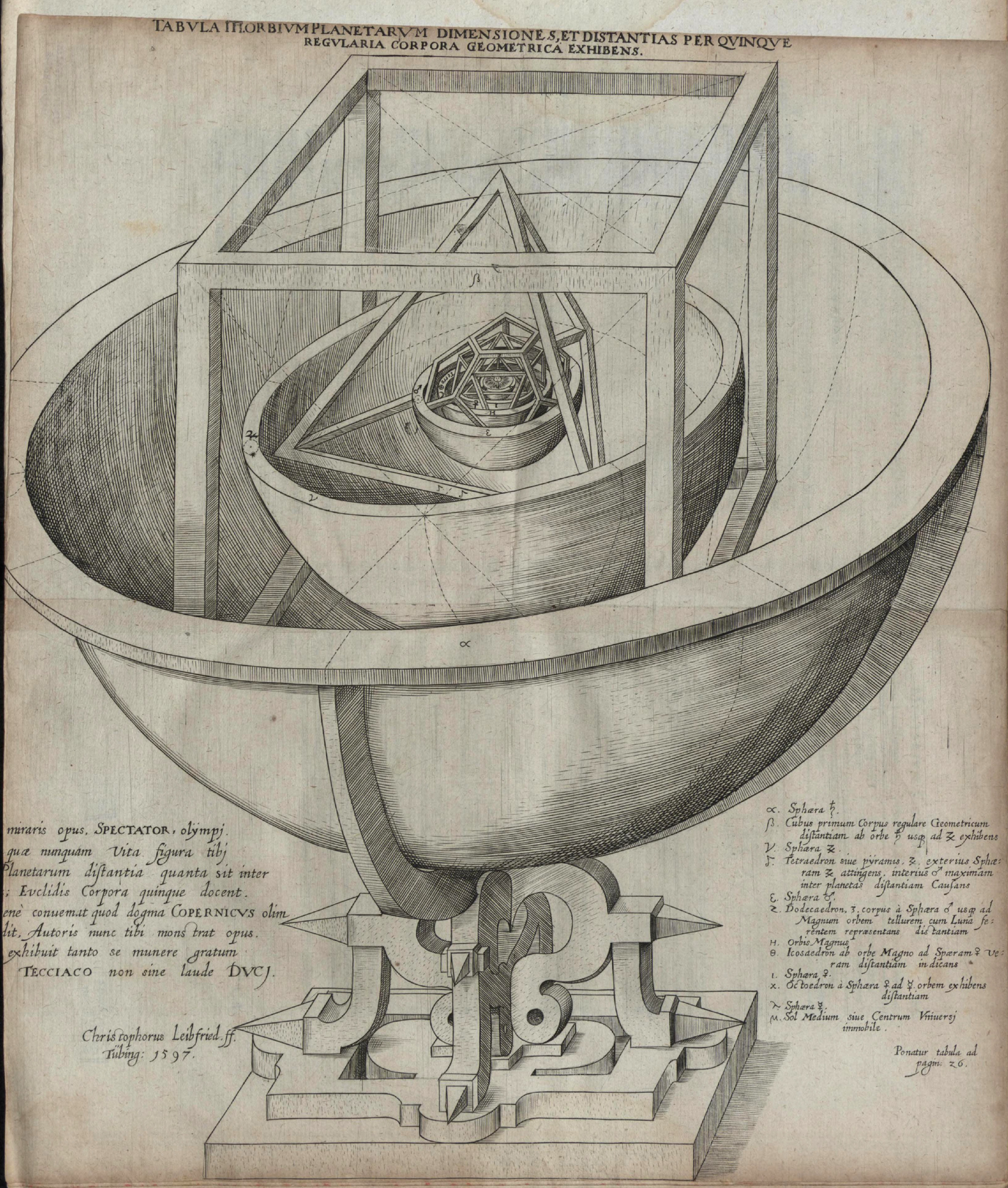
Keplers Modell des Sonnensystems, aus: Mysterium Cosmographicum (1596), gezeichnet von Leibfried

Sein Interesse erstreckte sich auch auf die Astronomie was durch ein 1596 in seinem Auftrag von Hans Antoni Linden in Heilbronn erbautes astronomisches Kompendium dokumentiert wird. Das Kompendium besteht aus einem vergoldeten Messingkästchen mit mehreren Klappen und Fächern für astronomische Tabellen und Instrumente. Der seit 1583 in Tübingen lehrende Mathematiker und Astronom Michael Mästlin besorgte 1596/97 die Herausgabe von Johannes Keplers Mysterium cosmographicum, wozu auch Leibfried eine Zeichnung beisteuerte. Leibfried stand im Zusammenhang mit dieser Zeichnung in Briefverkehr mit Mästlin.
1597 verschaffte ihm sein Schwager eine Sekretärstelle bei der Kanzlei auf Burg Rötteln und Leibfried zog mit Frau und vier Töchtern in das Dorf Rötteln. 1599 ließ sich Leibfried an der juristischen Fakultät der Universität Basel immatrikulieren und promovierte im gleichen Jahr. Nachdem sein Schwager, Josef Hettler, 1599 Kanzler des badischen Markgrafen wurde, konnte Leibfried dessen Stelle als Landschreiber des Oberamts Rötteln übernehmen. Das Oberamt war eine Kollegialbehörde, deren Spitze aus zwei Personen bestand, dem Landvogt und dem Landschreiber. Die Landschreiber des Oberamts Rötteln waren seit dem Ende des 15. Jahrhunderts promovierte Juristen. Eine von Leibfried und dem Röttler Landvogt, Christoph Daniel von Anweil 1610 herausgegebene Instruktion an die Pfarrer und Vögte zum Verhalten bei Ausbruch der Pest ist erhalten. 1617 unterstützte Leibfried seinen Onkel Johann Woltz bei der Herausgabe von dessen bekanntem Werk Nova musices organicae tabulatura durch Gutachten, Rat und Hilfe wie Woltz in seinem Vorwort erwähnt.
Leibfried stand zumindest von 1599 bis 1622 auch im Briefwechsel mit dem Basler Botaniker und Anatom Caspar Bauhin.
Die Hälfte von Leibfrieds Amtszeit als Landschreiber fiel in die Zeit des Dreißigjährigen Krieges, der ihn 1634 ins Basler Exil trieb. Bereits im Sommer 1633 wurde Johann Wolfgang Phfeil neuer Röttler Landschreiber.
Leibfried starb am 16. Juni 1635 nach langer Krankheit und wurde im Kreuzgang des Basler Münsters begraben. Die Leichenpredigt hielt der Antistes der Basler Kirche, Theodor Zwinger der Jüngere. Die gedruckte Predigt ist erhalten. Das Epitaph wurde 2006 durch die Basler Münsterbauhütte in seinem Bestand gesichert, aber nicht rekonstruiert.

### Bibliothek
Leibfried hinterließ eine stattliche Bibliothek mit juristischen, historischen und musikwissenschaftlichen Werken, die von Remigius Faesch aufgekauft wurde und 1823 in den Bestand der Universitätsbibliothek Basel überging.

## Ehe und Familie
Leibfried heiratete am 16. Juni 1590 Dorothea Hettler († 1634), mit der er sechs Töchter und drei Söhne hatte. Bekannt sind:
- Johann Christoph (1601–1633); Hofgerichtsadvokat in Tübingen[21]
- Eva († 1632)
- Johann Friedrich († 1632)
- Anastasia ⚭ Jacob Zangemeister

Der spätere Kanzler des Markgrafen Georg Friedrich von Baden-Durlach, Joseph Hettler, war sein Schwager.
Ein Enkel Leibfrieds, Marx Christoffel Leibfried, wurde erster Bürgermeister des 1682 zur Stadt erhobenen Lörrach.

## Wappen

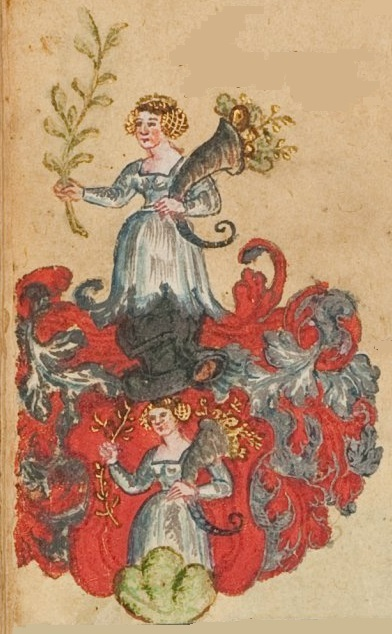
Wappen des badischen Landschreibers Christoph Leibfried (Quelle: Württembergische Landesbibliothek, Stuttgart)

In Rot aus grünem Dreiberg eine weißgekleidete Jungfrau wachsend einen Zweig tragend, in der Linken ein goldenes Füllhorn mit Früchten und Blumen. Auf dem bürgerlichen Stechhelm dieselbe Figur als Helmzier.

## Werke
- Tabula III: Orbium planetarum dimensiones, et distantias per quinque regularia corpora geometrica exhibens. In: Johannes Kepler: Mysterium cosmographicum, Tuebingen: Georg Gruppenbach, 1596, nach S. 24. doi:10.3931/e-rara-445; Beschreibung auf astronomicalimages.group.cam.ac.uk abgerufen am 21. Mai 2018
- Nonnullae ex S.R. Imperii Constitutionibus propositiones, Basel 1599 (Dissertation) doi:10.3931/e-rara-7507
- Capriccio. In: Bernischer Organistenverband (Hrsg.): Schweizer Orgelmusik. Heft 9 Werke von Komponisten des 16. und 17. Jahrhunderts[23]